# Freudenberg (Siegerland)

Freudenberg (Siegerland) este o localitate balneară din landul Renania de Nord-Westfalia, Germania.

### Presa din Freudenberg
- Freudenberg Online News (presa online) Arhivat în 3 aprilie 2007, la Wayback Machine.

1. ↑  Geographic Names Server, 11 iunie 2018
2. ↑  Alle politisch selbständigen Gemeinden mit ausgewählten Merkmalen am 31.12.2018 (4. Quartal) (în germană), Statistisches Bundesamt[*], arhivat din original la 10 martie 2019, accesat în 10 martie 2019